# Zwillingsdefizit

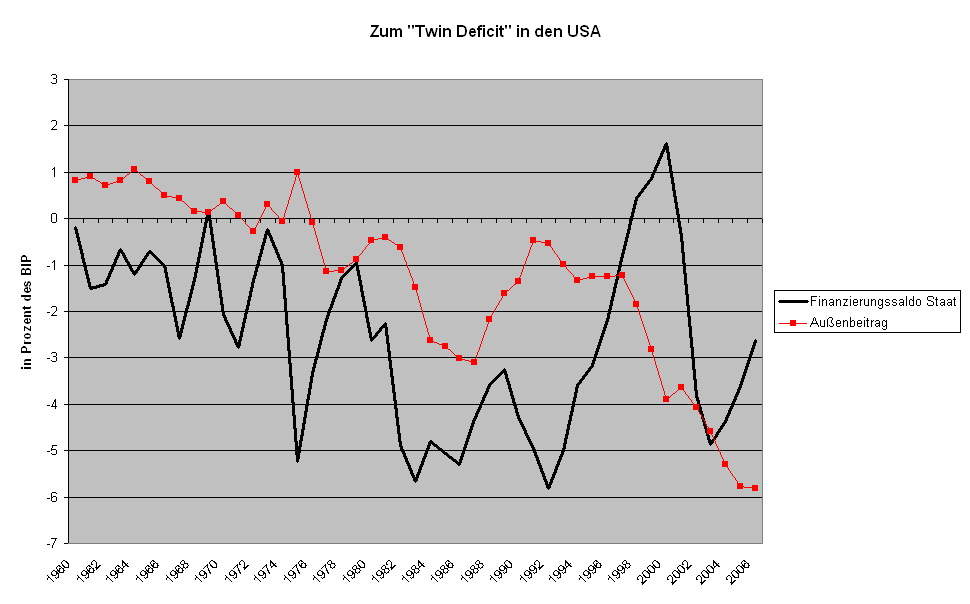
„Zwillingsdefizit“ in den USA. Staatlicher Finanzierungssaldo (schwarz) und Außenbeitrag (rot).

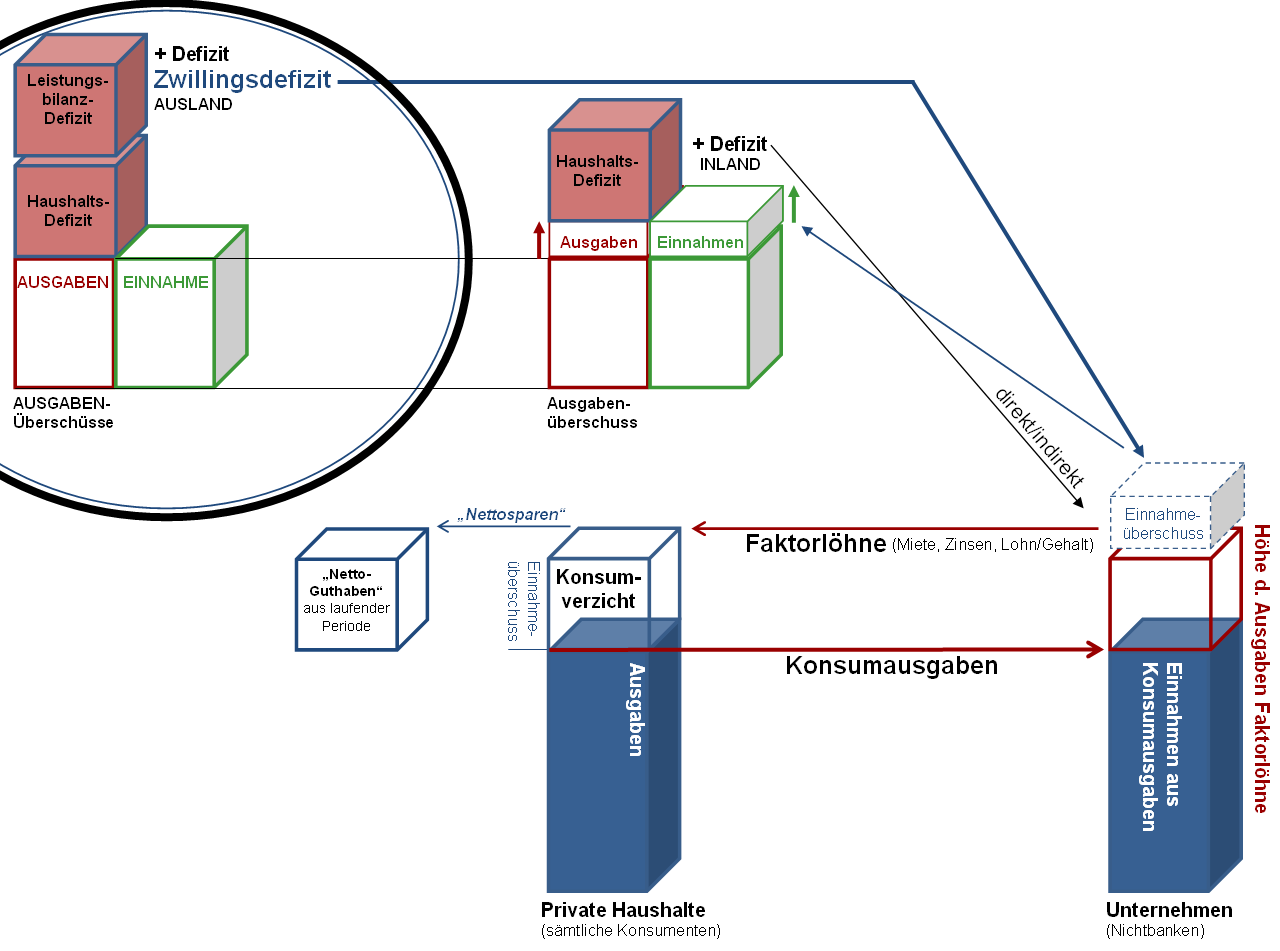
Zwillingsdefizit & Überschüsse

Von einem Zwillingsdefizit (von engl. twin deficits), gelegentlich auch von Doppeldefizit, wird gesprochen, wenn ein Staat sowohl ein Haushaltsdefizit als auch ein Leistungsbilanzdefizit aufweist.
Ein Leistungsbilanzdefizit bedeutet in der Regel, dass die jeweilige Volkswirtschaft mehr Güter (Waren und Dienstleistungen) importiert als exportiert (wenn man die anderen Teilbilanzen der Leistungsbilanz außer Acht lässt). Knapper: Die Volkswirtschaft produziert weniger, als sie konsumiert.
Normalerweise hat eine solche Konstellation zur Folge, dass die Währung an Wert verliert. In einem solchen Fall sinken die Preise der inländischen Güter und können in der übrigen Welt (Ausland) billiger angeboten werden. Im Umkehrschluss werden die Importgüter im Verhältnis teurer. Folglich werden mehr inländische Güter nachgefragt und die Nettoexporte der jeweiligen Volkswirtschaft steigen.
Über diesen Mechanismus gleicht sich der Außenbeitrag wieder aus.
Da aber eine Preisveränderung (durch die Abwertung der Währung) schneller umgesetzt wird, als die Mengenveränderung der Güterströme, verschärft sich zunächst das Defizit; langfristig müsste es sich aber erholen. Grafisch würde dieser Effekt wie ein J aussehen, daher spricht man auch von dem J–Kurven-Effekt.
Das Haushaltsdefizit beschreibt die Schuldenlast des Staates, gemessen am BIP. Wenn der Staat vermehrt nachfragt, kann es zu einem Multiplikatoreffekt (s. auch deficit spending) kommen. Aufgrund vermehrter Nachfrage erhöht sich tendenziell das Preisniveau (bzw. fällt es nicht). Wirkt die Zentralbank der Kreditnachfrage mittels restriktiver Geldpolitik entgegen, steigen die Zinsen, was zu einem Rückgang der Investitionen führen kann. Höhere Zinsen bedeuten in einer offenen Volkswirtschaft zugleich, dass das jeweilige Land interessant für Kapitalanleger wird.
Verfügt ein Staat über keine autonome Geldpolitik (über keine eigene Währung), sind Kapitalimporte zur Auslandsverschuldung notwendig (die beim jeweiligen Überschussstaat entstehenden Einnahmeüberschüsse können weiterhin zu Ausgabenüberschüssen des Defizitstaates theoretisch und per Saldo zur Verfügung gestellt werden). Verlieren in so einem Fall die Gläubiger das Vertrauen in die (geldpolitisch abhängige) Volkswirtschaft, kann es zu plötzlichen Kapitalabflüssen und zu einer Finanzkrise kommen sowie in weiterer Folge zu einer Wirtschaftskrise.
Prominentestes Beispiel für ein Zwillingsdefizit sind die USA, die seit Beginn der 80er Jahre, anfänglich unter Ronald Reagan, die Defizite immer weiter ausbauen.